# کابانیاس د یپس
کابانیاس د یپس (به اسپانیایی: Cabañas de Yepes) یک شهرستان در اسپانیا است که در استان تولدو واقع شده‌است.

## خصوصیات
کابانیاس د یپس ۱۸ کیلومترمربع مساحت و ۲۶۵ نفر جمعیت دارد و ۷۰۰ متر بالاتر از سطح دریا واقع شده‌است.